# Jan Peter Peckolt
Jan Peter Peckolt, né le 4 mai 1981 à Ludwigshafen, est une skipper allemand.

## Carrière
Jan Peter Peckolt participe aux Jeux olympiques d'été de 2008 à Pékin et remporte la médaille de bronze dans la catégorie du 49er avec son frère Hannes Peckolt.